# Kgalema Motlanthe
Petrus Kgalema Motlanthe (Alexandra, 19 juli 1949) was van 2008 tot 2009 interim-president van Zuid-Afrika en vervolgens tot 2014 vicepresident onder zijn opvolger Jacob Zuma. Tot 2012 was hij ook vicevoorzitter van het Afrikaans Nationaal Congres (ANC).

## Biografie
Motlanthe werd geboren op 19 juli 1949 in het Alexandra-township te Johannesburg als de jongste van 13 kinderen. In 1959 werd zijn familie gedwongen te verhuizen naar Soweto. Zijn vader was mijnwerker, zijn moeder naaister. Motlanthe bezocht de lagere- en middelbare school. In de 70'er jaren werd Motlanthe lid van 'Umkhonto we Sizwe', de militante bewapende vleugel van het ANC. Op 14 april 1976 werd Motlanthe gearresteerd en in 1977 werd hij schuldig bevonden aan terrorisme en veroordeeld tot 10 jaar gevangenis. Hij zat zijn straf uit op Robbeneiland.
Na zijn vrijlating in 1987 werd hij gekozen tot secretaris van de vakbond van mijnwerkers, in 1992 volgde hij Cyril Ramaphosa op als leider van deze bond. Motlanthe is altijd lid gebleven van het ANC en werd in 1997 verkozen tot secretaris-generaal van de partij, opnieuw als opvolger van Ramaphosa. Motlanthe is getrouwd en heeft drie kinderen. Zijn moedertaal is het Tswana.

### President
Motlanthe is bevriend met ANC-partijleider Jacob Zuma. In december 2007 werd Motlanthe verkozen tot vicevoorzitter van het ANC, daarmee werd hij - na Zuma - de tweede persoon binnen het ANC. Zuma en zijn aanhangers oefenden druk uit op president Thabo Mbeki om Motlanthe toe te laten tot het kabinet. In mei 2008 werd Motlanthe lid van het parlement, in juli 2008 werd hij benoemd tot minister zonder portefeuille.
Op 20 september 2008 maakte Mbeki - onder druk van het ANC - zijn terugtreden als president bekend. Het leek logisch dat Jacob Zuma president Mbeki op zou volgen, maar het ANC koos voor een interim-president en zo werd Motlanthe op 25 september 2008 president van Zuid-Afrika. ANC-leider Jacob Zuma verklaarde dat Motlanthe president zou blijven tot de verkiezingen in april 2009. Bij deze gelegenheid heeft het ANC net geen tweederdemeerderheid behaald. Op 6 mei werd Jacob Zuma tot president verkozen, met Motlanthe als vicepresident. Ze werden op 9 mei 2009 beëdigd.
Na zijn vijfjarige ambtstermijn stelde Motlanthe zich kandidaat voor het presidentschap, maar Zuma werd herkozen. Motlanthe werd als vicepresident opgevolgd door Cyril Ramaphosa.
- Gemeinsame Normdatei: 1042731500
- International Standard Name Identifier: 0000 0000 7276 7711
- Library of Congress Control Number: no2009187354
- Nederlandse Thesaurus van Auteursnamen: 340393920
- Système universitaire de documentation: 179836188
- Virtual International Authority File: 103068372
- WorldCat: E39PBJwhxJddR6QFBWyCrBXGHC

Staatspresidenten: Charles Robberts Swart · Theophilus Dönges · Jozua François Naudé (a.i.) · Jacobus Johannes Fouché · Johannes de Klerk (a.i.) · Nicolaas Johannes Diederichs · Marais Viljoen (a.i.) · Balthazar Johannes Vorster · Marais Viljoen · Pieter Willem Botha · Jan Christian Heunis (a.i.) · Frederik Willem de Klerk
Presidenten: Nelson Mandela · Thabo Mbeki · Kgalema Motlanthe · Jacob Zuma · Cyril Ramaphosa